# Plakosyllis brevipes
Plakosyllis brevipes är en ringmaskart som beskrevs av Hartmann-Schröder 1956. I den svenska databasen Dyntaxa används istället namnet Eurysyllis brevipes. Enligt Catalogue of Life ingår Plakosyllis brevipes i släktet Plakosyllis och familjen Syllidae, men enligt Dyntaxa är tillhörigheten istället släktet Eurysyllis och familjen Syllidae. Arten har ej påträffats i Sverige. Inga underarter finns listade i Catalogue of Life.